# 1-й гвардейский стрелковый корпус
1-й гвардейский стрелковый корпус — соединение РККА Вооружённых Сил СССР времён Великой Отечественной войны. В течение войны формировался дважды.

## 1-й гвардейский стрелковый корпус (1-го формирования)
Был образован 2 октября 1941 года по приказу Ставки ВГК в районе города Мценск (Орловская область) из группы в составе 6-й гвардейской стрелковой дивизии, 5-го воздушно-десантного корпуса, 4-й и 11-й танковых бригад, Тульского оружейно-технического (артиллерийского) училища, 36-го мотоциклетного и 34-го пограничного полков, двух артиллерийских полков, двух дивизионов реактивной артиллерии, а также 6-й резервной авиационной группы.
Командиром корпуса был назначен генерал-майор Дмитрий Данилович Лелюшенко, комиссаром — бригадный комиссар Константин Леонтьевич Сорокин.
Корпусу была поставлена задача — разбить противника, прорвавшегося в район Орла, задержать продвижение танковых войск врага, остановить их на рубеже р. Зуши и преградить путь на Тулу.
Начались ожесточённые бои, которые продолжались непрерывно с 4 октября по 18 октября 1941 года. Впоследствии их назвали Орловско-Брянской оборонительной операцией. Советские воины проявили в этих боях беспримерный героизм.
Правительство и Ставка высоко оценили боевые действия войск 1-го гвардейского стрелкового корпуса. Так, 11 ноября 1941 года приказом Народного Комиссара Обороны Союза ССР № 337 4-я танковая бригада корпуса, сыгравшая важную роль в ходе сражения под Мценском, была переименована в 1-ю гвардейскую танковую бригаду, став первой гвардейской танковой частью в Красной Армии. Командовавший бригадой полковник М. Е. Катуков впоследствии командовал 1-й гвардейской танковой армией
12 октября 1941 года корпус приказом Ставки ВГК был преобразован в 26-ю армию. 25 октября 1941 года её полевое управление было расформировано, а войска переданы в состав 50-й армии Брянского фронта.
В составе действующей армии с 3 по 12 октября 1941 года.

## 1-й гвардейский стрелковый корпус (2-го формирования)
Корпус формировался по приказу Ставки ВГК № 00138 от 31 декабря 1941 года.

Корпус формировался на базе 1-го особого стрелкового корпуса. На момент формирования в корпус включались:
- 7-я гвардейская стрелковая дивизия
- 14-я стрелковая бригада
- 15-я стрелковая бригада
- 52-я стрелковая бригада
- 74-я морская бригада
- 69-я танковая бригада

В этом составе в январе-марте 1942 года принимал участие в Демянской операции Северо-западного фронта.
Состав корпуса:

(на 1 мая 1945 года)
- 53-я гвардейская стрелковая дивизия;
- 204-я стрелковая дивизия;
- 267-я стрелковая дивизия

Части корпусного подчинения:
- 8-й отдельный гвардейский Митавский[3] батальон связи (до 9 февраля 16942 года 282-й отдельный батальон связи);
- 57-й отдельный сапёрный батальон;
- 4-й гвардейский автогужтранспортный батальон;
- 292-я полевая авторемонтная база;
- 1605-я полевая касса Государственного банка СССР (до 1 апреля 1942 года 643-я полевая касса Госбанка, до 15 декабря 1942 года 1634-я полевая касса Госбанка);
- 45-я военно-почтовая станция

Перечень № 4 Управлений корпусов, входивших в состав действующей армии в годы Великой Отечественной войны 1941—1945 гг. / Покровский А. П. — М.: Министерство обороны, 1956. — 151 с.
Периоды вхождения в Действующую армию:
- 25 января — 13 октября 1942 года;
- 15 декабря 1942 года — 20 мая 1944 года;
- 1 июля 1944 года — 9 мая 1945 года.

Перечень № 4 Управлений корпусов, входивших в состав действующей армии в годы Великой Отечественной войны 1941—1945 гг. / Покровский А. П. — М.: Министерство обороны, 1956. — 151 с.

### Послевоенное время
В конце 1945 года корпус прибыл в состав Московского военного округа. Штаб корпуса сначала дислоцировался в Рязани, с июля 1946 — в Владимире, затем — в Горьком. В составе корпуса тогда находились:
- 53-я гвардейская Тартуская Краснознамённая стрелковая дивизия, Москва;
- 204-я Витебская стрелковая дивизия, п. Сельцы;
- 267-я Сивашская Краснознамённая ордена Суворова стрелковая дивизия, Тула.

Уже весной 1946 года 204-я и 267-я дивизии были расформированы, но в том же году вместо них в состав корпуса прибыли 12-я Пинская Краснознамённая ордена Суворова стрелковая дивизия и 75-я Бахмачская дважды Краснознамённая ордена Суворова стрелковая дивизия. В 1956 году корпус был расформирован.

### Командование

#### Командиры
- Соколовский, Василий Павлович, гвардии полковник (16.08.1942—10.09.1942)
- Миссан, Иван Ильич, гвардии генерал-майор, с сентября 1943 гвардии генерал-лейтенант (10.09.1942—29.12.1944)
- Федюнькин, Иван Фёдорович, гвардии генерал-майор, с июля 1945 гвардии генерал-лейтенант (29.12.1944—23.08.1947)
- Ксенофонтов, Александр Сергеевич, гвардии генерал-лейтенант (17.09.1947—хх.06.1948)
- Максимов, Александр Михайлович, гвардии генерал-лейтенант (хх.06.1948—15.01.1951)
- Свиридов, Карп Васильевич, гвардии генерал-лейтенант (15.01.1951—30.10.1952)
- Горишний, Василий Акимович, гвардии генерал-майор, с августа 1953 гвардии генерал-лейтенант (30.10.1952—9.06.1956)

#### Начальники штаба
- Поляков, Пётр Семёнович гвардии генерал-майор (хх.02.1947—хх.08.1948)

#### Начальник медицинской службы
- Чертов, Василий Захаров — гвардии подполковник медицинской службы (— 1944 —)